# Plano de planta
En el sector audiovisual, un plano de planta es un croquis, o un plano con todo el detalle que se le quiera dar, del espacio físico donde va a desarrollarse la grabación de uno o varios planos y/o secuencias y referencia. Normalmente es una vista cenital donde se sitúa la utilería, los personajes, la iluminación, las cámaras, los micrófonos, etc, donde además se suele indicar también los posibles movimientos de todos estos elementos. Normalmente sobre un plano dibujado en papel normal con los elementos fijos (dimensiones, paredes, muebles, puertas, etc), se suelen situar hojas de papel cebolla o transparente donde se sitúan todos los elementos que pueden modificarse entre un plano y otro, dando lugar así a los llamados planos de cámaras (o tráfico de cámaras si estas se mueven), planos de micros (o tráfico de micros)..
- Datos: Q6077707